# District historique de Polebridge Ranger Station
Le district historique de Polebridge Ranger Station – ou Polebridge Ranger Station Historic District en anglais – est un district historique dans le comté de Flathead, dans le Montana, aux États-Unis. Protégé au sein du parc national de Glacier, ce district construit dans le style rustique du National Park Service est centré sur une station de rangers au nord de la localité de Polebridge, de l'autre côté de la North Fork Flathead River. Il est inscrit au Registre national des lieux historiques depuis le 14 février 1986.